# Однажды преступив закон
«Однажды преступив закон» (англ. Once Upon a Crime) — эксцентричная кинокомедия режиссёра Юджина Леви.
Слоган фильма — «The Who’s Who of Who-Dunnits».

## Сюжет
Актёр-неудачник Джулиан Питерс и его случайная знакомая Фиби находят в Риме пропавшую маленькую собаку миллионерши мадам Ван Дуген и привозят её для получения вознаграждения в Монте-Карло. Внезапно миллионершу убивают, и они становятся главными подозреваемыми в этом преступлении. Одновременно в дело об убийстве оказываются замешаны две американские пары — супруги Оги и Елена Мороско и Нил и Мэрилин Швери (Оги и Нил — заядлые игроманы), а также «работающий» при отеле профессиональный жиголо по имени Альфонсо. Местный сыщик инспектор Боннар, естественно, к концу фильма находит виновного. Фильм напичкан элементами ситуационных комедий.

## В ролях
- Ричард Льюис — Джулиан Питерс
- Шон Янг — Фиби
- Джеймс Белуши — Нил Швери
- Сибилл Шеперд — Мерилин Швери
- Джон Кэнди — Оги Мороско
- Орнелла Мути — Елена Мороско
- Джанкарло Джаннини — инспектор Боннар
- Джордж Хэмилтон — Альфонсо де ла Пенья
- Энн Вэй — экономка мадам ван Дуген
- Джеффри Эндрюс — дворецкий мадам ван Дуген

## Интересные факты
- Фильм является достаточно точным ремейком фильма Преступление (1960).
- Режиссёр фильма Юджин Леви сам снялся в эпизодической роли кассира казино.